# 多梅尼科·马泰乌奇
多梅尼科·马泰乌奇（義大利語：Domenico Matteucci，1895年3月1日—1976年7月19日），意大利男子射击运动员。他曾代表意大利参加1932年夏季奥林匹克运动会射击比赛，获得男子25米手枪速射铜牌。